# Włodzimierz Michalski
Włodzimierz Michalski (ur. 7 czerwca 1947 w Malborku) – generał brygady Wojska Polskiego, doktor nauk wojskowych.
W 1965 ukończył Liceum Ogólnokształcące w Malborku. Zasadniczą służbę wojskową odbył w 1 batalionie szturmowym w Dziwnowie. W latach 1967–1971 był podchorążym Wyższej Szkoły Oficerskiej Wojsk Zmechanizowanych im. Tadeusza Kościuszki we Wrocławiu. Zawodową służbę wojskową rozpoczął, dowodząc plutonem i kompanią piechoty zmotoryzowanej w 1 Warszawskiego Pułku Czołgów Średnich, a następnie plutonem i kompanią Szkoły Oficerów Rezerwy w Ośrodku Szkolenia Wojsk Lądowych im. Rodziny Nalazków w Elblągu. W latach 1977–1980 był słuchaczem Akademii Sztabu Generalnego w Rembertowie.
Po ukończeniu akademii i uzyskaniu tytułu oficera dyplomowanego zajmował stanowisko starszego asystenta w tejże akademii, skąd po dwóch latach powrócił do linii na stanowisko szefa sztabu – zastępcy dowódcy 1 Warszawskiego pułku czołgów średnich. W 1984 powierzono mu obowiązki szefa Wydziału Operacyjnego Sztabu 16 Dywizji Pancernej w Elblągu. W 1985 został wyznaczony na stanowisko dowódcy 49 pułku zmechanizowanego w Wałczu. W latach 1987–1991 był zastępcą dowódcy 8 Dywizji Zmechanizowanej do spraw liniowych w Koszalinie.
Od listopada 1991 dowodził 6 Brygadą Desantowo-Szturmową w Krakowie. W lutym 1994 został dowódcą Grupy Organizacyjno-Przygotowawczej 25 Dywizji Kawalerii Powietrznej w Łodzi, a następnie jej dowódcą. Podnosząc swoje kwalifikacje, w 1995 uzyskał w Akademii Obrony Narodowej tytuł doktora nauk wojskowych. Po utworzeniu Dowództwa Wojsk Lądowych w 1997 powierzono mu funkcję szefa Wojsk Aeromobilnych. W październiku 2003 został zastępcą szefa sztabu Wojsk Lądowych.
Odznaczony Krzyżem Kawalerskim Orderu Odrodzenia Polski (2000).